# نهائي كأس ألمانيا 1984
نهائي كأس ألمانيا 1984 هي المباراة النهائية من منافسة كأس ألمانيا 1983–84، أقيمت المباراة في 1984، في كومرتسبانك أرينا، بين فريقي بايرن ميونخ، وبوروسيا مونشنغلادباخ، وفاز فيها بايرن ميونخ، بعد أن هزم بوروسيا مونشنغلادباخ، بنتيجة 1 - 1، وكان حكم المباراة فولكر روث، وحضر المباراة 61146 شخصاً.

## تفاصيل المباراة
لعبت المباراة النهائية في 1984.
| بايرن ميونخ          | 1 -1 | بوروسيا مونشنغلادباخ |
| -------------------- | ---- | -------------------- |
| فولفغانغ دريملر 83 ' |      | فرانك ميل 33 '       |